# Campodorus infidus
Campodorus infidus là một loài tò vò trong họ Ichneumonidae.